# Malzéville
Malzéville là một xã trong vùng hành chính Lothringen, thuộc tỉnh Meurthe-et-Moselle, quận Nancy, tổng Malzéville. Tọa độ địa lý của xã là 48° 42' vĩ độ bắc, 06° 11' kinh độ đông. Malzéville nằm trên độ cao trung bình là 210 mét trên mực nước biển, có điểm thấp nhất là 187 mét và điểm cao nhất là 384 mét. Xã có diện tích 7,53 km², dân số vào thời điểm 1999 là 7712 người; mật độ dân số là 1024 người/km².

## Thông tin nhân khẩu
| 1962  | 1968  | 1975  | 1982  | 1990  | 1999  |
| ----- | ----- | ----- | ----- | ----- | ----- |
| 7 412 | 8 725 | 8 432 | 8 325 | 8 090 | 7 712 |